# 김민섭 (수영 선수)
김민섭(2004년 3월 8일~)은 대한민국의 수영 선수이다. 2024년 파리 올림픽 수영에 대한민국 대표팀 선수로 참가했다.